# 汤慕涵
汤慕涵（2003年9月4日—），吉林长春市人，中华人民共和国游泳运动员。

## 生平
汤慕涵出生于吉林长春，11岁时加入广东省深圳市体工大队。2021年7月29日，她与队友一起以破世界纪录的成绩赢下东京奥运会4×200米自由泳接力金牌。
2022年5月3日被授予中国青年五四奖章。